# Аракарі кучерявий
Аракарі кучерявий (Pteroglossus beauharnaesii) — вид дятлоподібних птахів родини туканових (Ramphastidae).

## Поширення
Вид поширений в південно-західній частині басейну Амазонки. Трапляється на заході Бразилії, півночі Болівії та сході Перу. Його природним середовищем проживання є тропічні вологі низинні ліси.

## Опис
Це тукан середнього розміру з відносно коротким дзьобом і довгим хвостом. Сягає від 42 до 46 см завдовжки і важить від 164 до 280 грам. Хребет червоний, а решта задня частина темно-зелена. Оперення грудей жовто-біле з блискучими чорними кінчиками. Під грудьми він має червону смугу. Примітною особливістю є кучеряве пір'я на верхній частині голови. Шкіра навколо очей блакитна, а райдужна оболонка червона. На відміну від інших туканів, верхній дзьоб темніший нижнього.

## Спосіб життя
Живе під пологом лісу. Гніздиться в дуплах або на гілках дерев. Харчується плодами, безхребетними, а також яйцями і пташенятами.